# Pavee (Santa Lucía)
Pavee es una localidad de Santa Lucía, que forma parte del distrito de Castries.